# Sericostoma medium
Sericostoma medium är en nattsländeart som beskrevs av Navás 1917. Sericostoma medium ingår i släktet Sericostoma och familjen krumrörsnattsländor. Inga underarter finns listade i Catalogue of Life.